# Кундалини

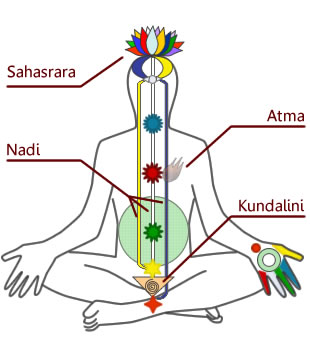
Схема расположения Кундалини

Кундалини (санскр. कुण्डलिनी, IAST: kuṇḍalinī; лат. Kundalini, «свёрнутый кольцом», «свёрнутый в форме змеи») — в йоге и эзотерике название энергии, сосредоточенной в основании позвоночника человека. Существуют различные методы и практики «пробуждения» Кундалини, то есть подъёма этой энергии вверх по позвоночнику, по основным семи чакрам.
Кундалини — символ физической (материальной) энергии человека. Символически изображается в виде змеи, свёрнутой в три с половиной оборота в чакре муладхара.

## Описание
В текстах по йоге утверждается, что у человека есть тонкое тело, основными составляющими которого являются энергетические центры (чакры) и каналы (нади). Чаще всего выделяют шесть основных чакр, расположенных вдоль позвоночника, а также область на вершине головы, которая называется Сахасрара («тысячелепестковый лотос»). Среди каналов особую важность имеет центральный канал (Сушумна), который проходит от основания позвоночника до Сахасрары, а также каналы Ида и Пингала, которые располагаются слева и справа от центрального.
Кундалини представляет собой энергию, находящуюся в спящем состоянии в основании позвоночника и свёрнутую как змея в три с половиной оборота. Она располагается в основании Сушумны в месте, которое называется Муладхара-чакра, и описывается как «тонкая нить, которая подобна вспышке молнии». При пробуждении эта энергия начинает подниматься по Брахма-нади — тонкому проходу внутри центрального канала. Кундалини проходит через шесть основных чакр, развязывает узлы Брахмы, Вишну и Рудры (Шивы) между ними и выходит через Брахмарандру («отверстие Брахмы», локализуется в области родничка, на макушке) в Сахасрару на вершине головы, после чего человек достигает состояния мокши (освобождения).
Кундалини считается некой таинственной, загадочной силой, так же как и чакры — таинственными энергетическими центрами, хотя чакры нередко соотносят с нервными сплетениями в теле человека.

### Материнская природа Кундалини
Кундалини является материнской энергией и представляет собой отражение Шакти (изначальной энергии Бога) внутри человека. Описывается, что Бог (Шива) может творить, только когда Он един со своей энергией (Шакти), которая «неотделима от Него, как лунный свет от луны».
Описание Шакти и Кундалини можно найти в Саундарья Лахари, одном из наиболее используемых религиозных текстов индуизма. В Девибхагавата-пурана, наиболее важном тексте Шактизма, при восхвалении Шакти как Матери Вселенной говорится: «Ты есть Кундалини в Муладхаре».
Шри Лалита Сахасранама, священный текст индуизма, содержит тысячу имён Верховной Богини (Дэви), одно из которых «Кундалини».
В XIII веке святой Гьянешвара написал в возрасте пятнадцати лет «Бхавартха Дипика» (комментарии к «Бхагавад-гите»), где в шестой главе подробно описал пробуждение энергии Кундалини и сказал: «Поистине, Богиня Кундалини подобна настоящей Матери Вселенной».
Таким образом, энергия Кундалини, как Шакти (Энергия) Шивы, пробуждаясь, достигает Сахасрара-чакры и соединяется с Шивой.

## Пробуждение Кундалини
Считается, что пробуждение Кундалини даёт человеку состояние освобождения (из океана перерождений) и человек испытывает высшее блаженство. Это состояние также описывается как самоосуществление, самореализация, осознание Параматмы, единение с абсолютной первопричиной, с Деви (Шакти), с Шивой, с Высшим Брахманом. Человек осознаёт единство микрокосмоса и макрокосмоса, осознаёт всё существующее как единое сознание и избавляется от иллюзии двойственности. При этом утверждается, что невозможно передать на словах это состояние, человек должен в действительности испытать этот опыт.
Пробуждение Кундалини и достижение состояния освобождения связывают с практикой медитации, концентрации, произнесением мантр, очищением тела, а также физическими (асаны и мудры) и дыхательными (пранаяма) упражнениями. Существует мнение, что Кундалини может пробудиться и в результате получения благословения (шактипат — передача энергии, санскр.) от гуру либо непосредственно от Бога, а также от человека, у кого эта энергия уже пробуждена.

## Современные представления
В настоящее время имеются расхождения во мнениях о природе энергии Кундалини. Так, некоторые источники соотносят Кундалини с сексуальным желанием, тогда как другие утверждают, что сексуальная функция относится к Муладхара-чакре, которая располагается ниже локализации Кундалини и которая прекращает всю свою активность в то время, когда Кундалини пробуждается.
Также имеются расхождения в понимании признаков пробуждения Кундалини. Одни источники утверждают, что при пробуждении нет никаких внешних проявлений и болевых ощущений. Человек ощущает прохладу, поток мыслей прекращается, появляется состояние внутренней тишины и спокойствия.
Другие источники говорят об опасности пробуждения Кундалини и связывают пробуждение этой энергии с «Кундалини-синдромом» — совокупностью таких симптомов, как спонтанные телодвижения, скручивания тела, чрезмерный жар, внезапные болевые ощущения или приступы блаженства, внутреннее видение света и некоторыми другими. Описывается случай, который произошёл с Гопи Кришной (англ. Pandit Gopi Krishna, 1903—1984). Он утверждал, что пережил опыт пробуждения Кундалини, и рассказывал при этом о мучительных телесных и умственных страданиях: «Моё лицо смертельно побледнело, а тело крайне ослабло… Моё беспокойство достигло такой степени, что я не мог спокойно усидеть на одном месте хотя бы полчаса. Когда я всё же заставил себя это сделать, моё внимание переключилось на хаос, творящийся в моей голове. Надвигающееся ощущение опасности усилилось, и я почувствовал, что сердце вот-вот выскочит из груди». Затем он описывал нестерпимый жар, «сопровождающийся ужасной болью, так что я метался как в лихорадке». Далее он писал: «Всё тело содрогалось от боли, каждый орган молил о пощаде… Все чувства были обнажены до крайности, а жар буквально испепелял внутренности. Я понимал, что умираю, так как сердце было не в силах выдержать чрезмерного напряжения. Горло пересохло, всё тело пылало, и я был не в силах унять собственные страдания».
Доктор медицины Брюс Грейсон отмечает, что западная медицина не признаёт концепцию Кундалини и что Кундалини-синдром можно связать с пробуждением этой энергии только в теории. Невозможно точно сказать, являются ли описанные симптомы (скручивания тела, жар, болевые ощущения и др.) признаками пробуждения энергии Кундалини или нарушением работы организма и расстройством деятельности ума. Несмотря на то, что пробуждение Кундалини предполагает духовный рост, в реальности Кундалини-синдром часто означает психофизиологический кризис у человека, и поэтому необходимы дальнейшие исследования в данной области.